# Meilleur joueur de l'année de la K League
Le titre de meilleur joueur de la K League (en coréen : K리그 최우수선수상) est un trophée annuel attribué au joueur évoluant dans le championnat de Corée du Sud ayant effectué les meilleures prestations. Il est considéré comme le plus prestigieux en Corée du Sud.

## Vainqueurs
| Année | Joueur            | Club                       |
| ----- | ----------------- | -------------------------- |
| 1983  | Park Sung-hwa     | Hallelujah FC              |
| 1984  | Park Chang-sun    | Daewoo Royals              |
| 1985  | Han Moon-bae      | Lucky-Goldstar Hwangso     |
| 1986  | Lee Heung-sil     | POSCO Atoms                |
| 1987  | Chung Hae-won     | Daewoo Royals (2)          |
| 1988  | Park Kyung-hoon   | POSCO Atoms (2)            |
| 1989  | Noh Soo-jin       | Yukong Elephants           |
| 1990  | Choi Jin-han      | Lucky-Goldstar Hwangso (2) |
| 1991  | Chung Yong-hwan   | Daewoo Royals (3)          |
| 1992  | Hong Myung-bo     | POSCO Atoms (3)            |
| 1993  | Lee Sang-yoon     | Ilhwa Chunma FC            |
| 1994  | Ko Jeong-woon     | Ilhwa Chunma FC (2)        |
| 1995  | Shin Tae-yong     | Ilhwa Chunma FC (3)        |
| 1996  | Kim Hyun-seok     | Ulsan Hyundai Horang-i     |
| 1997  | Kim Joo-sung      | Busan Daewoo Royals (4)    |
| 1998  | Ko Jong-soo       | Suwon Bluewings            |
| 1999  | Ahn Jung-hwan     | Busan Daewoo Royals (5)    |
| 2000  | Choi Yong-soo     | Anyang LG Cheetahs (3)     |
| 2001  | Shin Tae-yong (2) | Seongnam Ilhwa Chunma (4)  |
| 2002  | Kim Dae-eui       | Seongnam Ilhwa Chunma (5)  |
| 2003  | Kim Do-hoon       | Seongnam Ilhwa Chunma (6)  |
| 2004  | Nádson            | Suwon Bluewings (2)        |
| 2005  | Lee Chun-soo      | Ulsan Hyundai Horang-i (2) |
| 2006  | Kim Do-heon       | Seongnam Ilhwa Chunma (7)  |
| 2007  | Tavares           | Pohang Steelers (4)        |
| 2008  | Lee Woon-jae      | Suwon Bluewings (3)        |
| 2009  | Lee Dong-gook     | Jeonbuk Hyundai Motors     |
| 2010  | Kim Eun-jung      | Jeju United (2)            |
| 2011  | Lee Dong-gook (2) | Jeonbuk Hyundai Motors (2) |
| 2012  | Dejan Damjanović  | FC Séoul (4)               |
| 2013  | Kim Shin-wook     | Ulsan Hyundai (3)          |
| 2014  | Lee Dong-gook (3) | Jeonbuk Hyundai Motors (3) |
| 2015  | Lee Dong-gook (4) | Jeonbuk Hyundai Motors (4) |
| 2016  | Jung Jo-gook      | Gwangju FC                 |
| 2017  | Lee Jae-sung      | Jeonbuk Hyundai Motors (5) |
| 2018  | Marcão            | Gyeongnam FC               |
| 2019  | Kim Bo-kyung      | Jeonbuk Hyundai Motors (6) |

## Bilan
| Rang | Clubs                  | Titres |
| ---- | ---------------------- | ------ |
| 1    | Seongnam FC            | 7      |
| 2    | Jeonbuk Hyundai Motors | 6      |
| 3    | Busan IPark            | 5      |
| 4    | FC Séoul               | 4      |
| 4    | Pohang Steelers        | 4      |
| 6    | Ulsan Hyundai          | 3      |
| 6    | Suwon Bluewings        | 3      |
| 8    | Jeju United            | 2      |
| 9    | Gyeongnam FC           | 1      |
| 9    | Gwangju FC             | 1      |
| 9    | Hallelujah FC          | 1      |

| Rang | Pays         | Titres |
| ---- | ------------ | ------ |
| 1    | Corée du Sud | 33     |
| 2    | Brésil       | 3      |
| 3    | Monténégro   | 1      |